# هیدروکسی-۱٬۴-بنزوکوئینون
هیدروکسی-۱٬۴-بنزوکوئینون (به انگلیسی: Hydroxy-1,4-benzoquinone) با فرمول شیمیایی C6H4O3 یک ترکیب شیمیایی با شناسه پاب‌کم 6571 است که جرم مولی آن ۱۲۴٫۱ گرم بر مول می‌باشد. 